# Enzyklopädie des Nationalsozialismus
Die Enzyklopädie des Nationalsozialismus ist eine Enzyklopädie über die Zeit des Nationalsozialismus und seine Aufarbeitung, die erstmals 1997 erschien. Sie wurde von Wolfgang Benz, Hermann Graml und Hermann Weiß herausgegeben. Das Buch erschien zuerst im Verlag Klett-Cotta und dann bei dtv.

## Inhalt
Den Herausgebern ging es nach eigenen Worten darum, „alle notwendigen Informationen über Organisationen, zu Ereignissen und Begriffen, über Fakten und Daten der nationalsozialistischen Ideologie und ihrer Verwirklichung im NS-Staat“ zu sammeln, die auf dem damaligen Stand der Forschung beruhen.
Insgesamt arbeiteten an dieser Auflage über 132 Autoren aus deutsch- und anderssprachigen Ländern mit, darunter Ian Kershaw, Marie-Luise Recker, Hermann Glaser, Ágnes Ságvári und Bernd-Jürgen Wendt.
Das Werk besteht in der dritten Auflage von 1997 aus drei Teilen. Der erste Teil (Handbuch) liefert mit (zunächst 22) 25 Essays einen Überblick, gefolgt von einem Sachlexikon mit rund 1.400 Artikeln und zuletzt einem kommentierten Personenverzeichnis mit gut 1.100 kommentierten Kurzbiografien, die sich auf die ersten beiden Teile beziehen. Die Sachverhalte werden durch zahlreiche Abbildungen, Karten und Grafiken ergänzend veranschaulicht. Eine erweiterte Neuauflage ist 2007 erschienen.
Das Themenspektrum der Essays umfasst nun u. a. „Führer und Hitlerkult“ (Autor: Ian Kershaw), „Propaganda“ (Winfried Ranke), „Rassenpolitik und Völkermord“ (Konrad Kwiet), „Außenpolitik“ (Bernd-Jürgen Wendt), „Justiz und Innere Verwaltung“ (Ernst Ritter), „Wehrmacht“ (Gerd R. Ueberschär), „Wirtschaft“ (Werner Bührer), „Sozialpolitik“ (Marie-Luise Recker), „Wissenschaft“ (Michael Grüttner), „Kunst“ (verschiedene Autoren), „Kirchen und Religion“ (Kurt Nowak), „Jugend“ (Rolf Schörken), „Frauen“ (Ute Frevert), „Sport“ (Wolf-Dieter Mattausch), „Technik“ (Karl-Heinz Ludwig), „Verfolgung“ (Ludwig Eiber), „Emigration“ (Marie-Luise Kreuter), „Widerstand“ (Hermann Graml), „Weltkrieg 1939–1945“ (Thomas Bertram) sowie „Quellen zum Nationalsozialismus“ (Heinz Boberach).

## CD-ROM
Basierend auf der dritten Auflage erschien erstmals 1998 eine CD-ROM. Sie ist Band 25 der Digitalen Bibliothek von Directmedia. Auf Wunsch einiger Bearbeiter der Printausgabe wurden gegenüber dieser Druckfehler beseitigt und Irrtümer korrigiert. Im Wortlaut können die beiden Ausgaben daher im Einzelnen voneinander abweichen. Die digitale Enzyklopädie besteht ebenso aus den oben genannten drei Teilen.
Für die Recherche stehen drei verschiedenfarbige Permanent-Textmarker zur Verfügung, die es ermöglichen, Textstellen zu markieren. Zu den markierten Passagen wird parallel automatisch eine Liste erstellt.

## Kritik
Positiv bewertet wurde von Kritikern die benutzerfreundliche, leicht zu handhabende, überschaubare Form der Darstellung in der Enzyklopädie. Sie werde damit ihrem eigenen Anspruch gerecht. Friedemann Bedürftig nannte die Enzyklopädie „ein wirklich umfassendes Nachschlagewerk, das Maßstäbe setzen“ und „zum Standardwerk werden“ werde. Gleichwohl habe sie Lücken; Vollständigkeit sei angesichts der Komplexität des Themas nicht zu erreichen.
Kritisiert wurde an der dritten Auflage vor allem der dritte Teil. Im Personenregister fehlten einzelne Biografien von Persönlichkeiten mit zum Teil relevanter Lebensgeschichte im Nationalsozialismus. Dagegen würden aber Personen zusammen mit überflüssigen Informationen aufgeführt, die nicht unmittelbar mit dem Nationalsozialismus in Verbindung zu bringen sind, wie beispielsweise Johann Sebastian Bach, Ludwig van Beethoven, Georg Büchner, Johann Wolfgang von Goethe oder Friedrich Barbarossa. Der Grund dafür sei, dass sie im ersten oder zweiten Teil erwähnt wurden. So entstehe der Eindruck der Zufälligkeit in der Auswahl der Personen.
Am ersten Teil der dritten Auflage der Enzyklopädie wurde kritisiert, dass Personen zitiert wurden, zu welchen jedoch das Werk, aus dem das entsprechende Zitat stammt, nicht im Literaturanhang aufgeführt wird. Außerdem wurde argumentiert, dass Essays, die bestimmte Aspekte nur von einem Standpunkt aus betrachten, nicht für eine Enzyklopädie geeignet seien.
Im Lexikon-Teil der dritten Auflage wurde die unausgewogene Wahl der Stichworte bemängelt, da wichtige Stichwörter wie die Frankfurter Auschwitzprozesse und deren Initiator Fritz Bauer nicht erwähnt werden. Im Gegensatz dazu werden aber seltene Begriffe wie Aviso Grille und Julleuchter aufgeführt.

## Ausgaben
- Wolfgang Benz, Hermann Graml, Hermann Weiß (Hrsg.): Enzyklopädie des Nationalsozialismus.
  - 1. bis 3. Auflage, Klett-Cotta, Stuttgart 1997 und 1998,[7] ISBN 3-608-91805-1.
  - Taschenbuchausgabe, dtv, München 1997, ISBN 3-423-33007-4.
  - Erweiterte und aktualisierte Neuausgabe (991 statt 900 Seiten) 5. Auflage, dtv, München 2007, ISBN 3-423-34408-3.[8]